# Karczew (gmina)
Pour les articles homonymes, voir Karczew.
Karczew est une gmina urbaine-rurale (gmina miejsko-wiejska) ou mixte de la powiat d'Otwock, dans la Voïvodie de Mazovie, dans le centre-est de la Pologne.
Son siège administratif (chef-lieu) est la ville de Karczew, qui se situe environ 4 kilomètres au sud d'Otwock (siège de la powiat) et 23 kilomètres au sud-est de Varsovie (capitale de la Pologne).
La gmina couvre une superficie de 81,49 km2 pour une population de 15 921 habitants en 2016.

## Histoire
De 1975 à 1998, la gmina est attachée administrativement à la voïvodie de Varsovie.

Depuis 1999, elle fait partie de la voïvodie de Mazovie.

## Géographie
Outre la ville de Karczew, la gmina inclut les villages et localités de :
- Brzezinka
- Całowanie
- Glinki
- Janów
- Kępa Nadbrzeska
- Kosumce
- Łukówiec
- Nadbrzeż
- Ostrówek
- Ostrówiec
- Otwock Mały
- Otwock Wielki
- Piotrowice
- Sobiekursk
- Władysławów
- Wygoda

### Gminy voisines
La gmina de Karczew est voisine :
- de la ville de Otwock
- et des gminy suivantes :
  - Celestynów
  - Góra Kalwaria
  - Konstancin-Jeziorna
  - Sobienie-Jeziory
  - Wiązowna

## Structure du terrain
D'après les données de 2002, la superficie de la commune de Karczew est de 81,49 km2, répartis comme tel :
- terres agricoles : 58 %
- forêts : 24 %

La commune représente 13,25 % de la superficie du powiat.

## Démographie
Données du 30 juin 2004 :
| Description        | Total  | Total  | Femmes | Femmes | Hommes | Hommes |
| ------------------ | ------ | ------ | ------ | ------ | ------ | ------ |
| Unité              | Nombre | %      | Nombre | %      | Nombre | %      |
| Population         | 15 971 | 100    | 8 247  | 51,64  | 7 724  | 48,36  |
| Densité (hab./km²) | 195,99 | 195,99 | 101,2  | 101,2  | 94,78  | 94,78  |